# ラークスパー
ラークスパー（Larkspur）は、アメリカ合衆国カリフォルニア州のマリン郡にある都市。人口は1万3064人（2020年）。サンフランシスコ湾に面した富裕層住宅地である。

## 概要
ラークスパーの旧市街は内陸部にあり、アールデコなどの古典的建築が残り観光地の側面がある。地区はアメリカ合衆国国家歴史登録財に登録されている。新市街は海岸よりにあり国道101号線に沿って大型の商業施設が並んでいる。
丘陵地は高級住宅街で、著名人の邸宅も少なくない。スティーヴ・ペリーやマイケル・サヴェジが知られている。かつてジャニス・ジョプリンやレオン・ユリスも住んでいた。
マリン郡の郡庁所在地サンラフェルが5キロメートル北に位置している。

## 交通
サンフランシスコとはフェリーで連絡しているが、ゴールデン・ゲート・ブリッジを車で渡るのが一般的である。
ラークスパー駅はソノマ・マリンエリア鉄道の南のターミナル駅である。町外れにあるが、フェリー乗り場に隣接しているため容易に乗り換えができる。

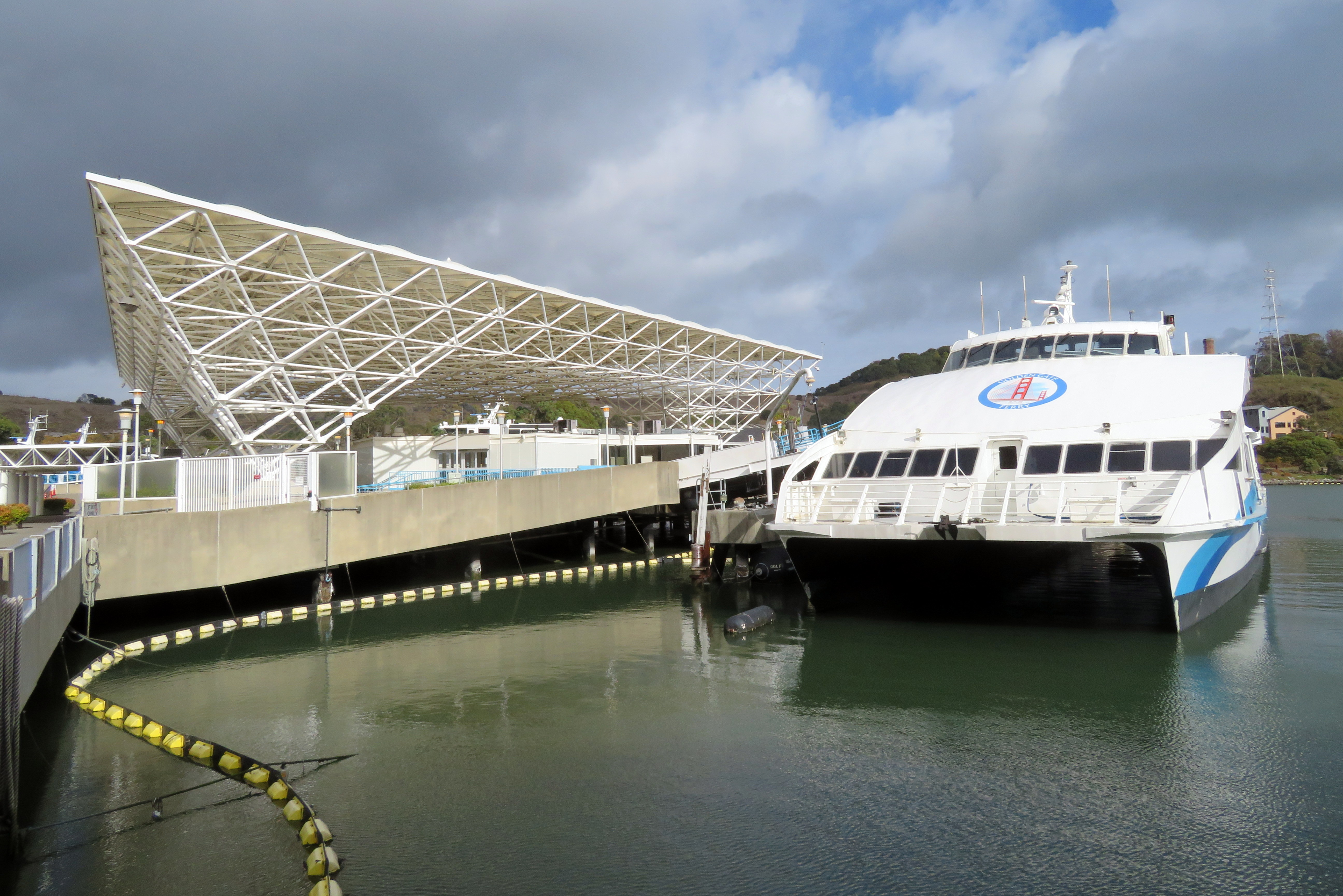
フェリー乗り場
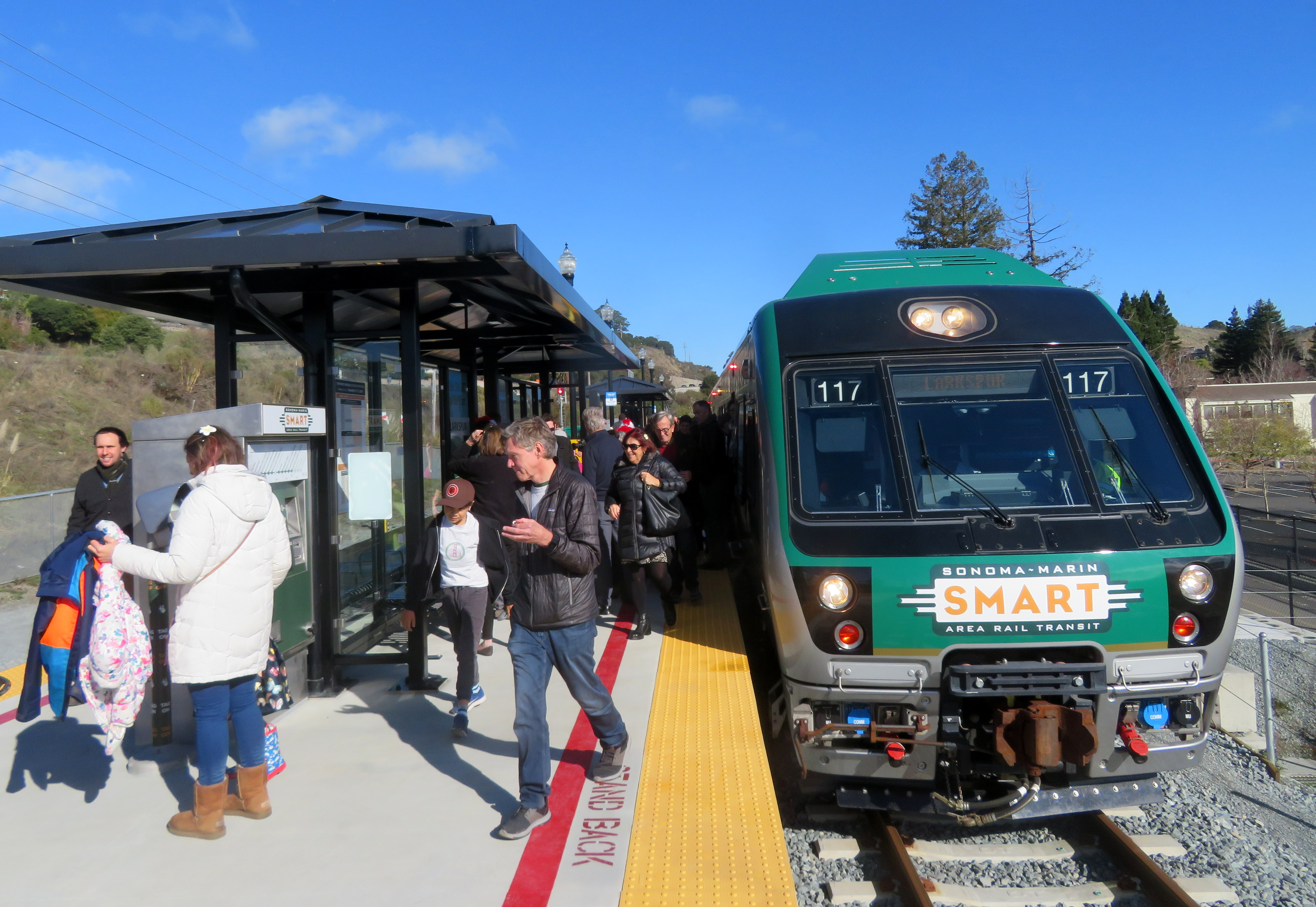
ラークスパー駅
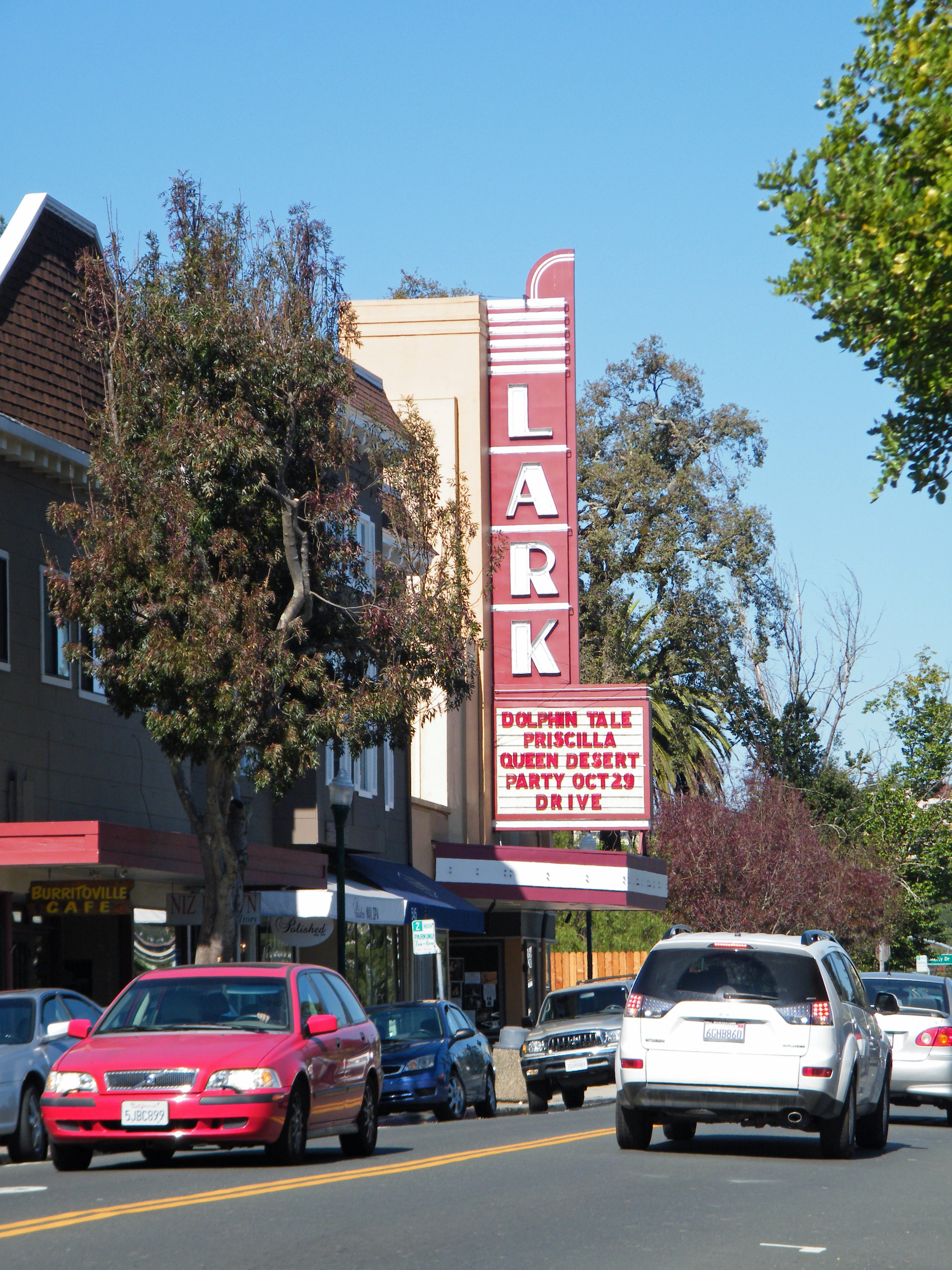
ラーク劇場